# Trichonta superba
Trichonta superba är en tvåvingeart som beskrevs av Gagne 1981. Trichonta superba ingår i släktet Trichonta och familjen svampmyggor.
Artens utbredningsområde är Nepal. Inga underarter finns listade i Catalogue of Life.